# Cenisio (metropolitana di Milano)
Cenisio è una stazione della linea M5 della metropolitana di Milano.

## Storia
La stazione, la cui costruzione iniziò a fine 2010 come parte della seconda tratta della linea M5 da Garibaldi a San Siro Stadio, è stata inaugurata il 20 giugno 2015.

## Strutture ed impianti
Cenisio è una stazione sotterranea passante con due binari e una banchina a isola dotata di porte di banchina; possiede uscite in via Cenisio e in via Messina.

## Servizi
La stazione è, come tutte le altre della linea, accessibile ai portatori di handicap grazie alla presenza di vari ascensori, sia a livello stradale sia all'interno della stazione stessa. Sono inoltre presenti indicatori per i tempi d'attesa nelle banchine e l'intera stazione è sotto video sorveglianza.
La stazione dispone di:
- Accessibilità per portatori di handicap
- Ascensori
- Scale mobili
- Emettitrice automatica biglietti
- Servizi igienici
- Stazione video sorvegliata

## Interscambi
La stazione è servita da diverse linee tranviarie gestite da ATM.
- Fermata tram (Cenisio M5, linee 12 e 14)